# Puerto Lobos (Sonora)
Puerto Lobos es una localidad y puerto menor del estado mexicano de Sonora situado en la costa del Golfo de California, perteneciente al municipio de Caborca. Según los datos del Censo de Población y Vivienda realizado en 2020 por el Instituto Nacional de Estadística y Geografía (INEGI), Puerto Lobos tiene un total de 215 habitantes.

## Geografía
Ubicada a 94 km al sureste de la ciudad de Caborca sobre las coordenadas 30°23′35.50″N 112°50′35.63″O / 30.3931944, -112.8432306 y una altitud de 10 m s. n. m., con un territorio de 198.63 km², con su frente hacia el Golfo de California y con una extensión de playa de 13.30 km.
Puerto Lobos se encuentra en el entorno del Desierto de Sonora y Alto Golfo de California, que en conjunción con el mar, le da un muy particular atractivo, por lo que se encuentra en desarrollo de la actividad pesquera y turística. En periodo vacacional gente externa llega aquí para hacer paseos en el mar y explorar la famosa Bahía de Tepoca.

## Cultura popular
El pueblo es mencionado en el videojuego episódico Life Is Strange 2, es el destino final de la aventura de los Hermanos Sean y Daniel Diaz quienes huyen de la policía norteamericana por múltiples delitos desde el asesinato involuntario en Seattle hasta múltiples disturbios por los poderes de Daniel.